# Madona e Menino Jesus com Quatro Santos (Ticiano)
Madona e o Menino Jesus com Quatro Santos é uma pintura a óleo sobre painel de c. 1516-1520 de Ticiano, atualmente na Pinacoteca dos Mestres Antigos em Dresden. Pertence ao gênero sacra conversazione e apresenta a Virgem Maria e o Menino Jesus com os santos São João Batista, São Paulo, Santa Maria Madalena e São Jerônimo.